# Ingreep (boek)
Ingreep (oorspronkelijke Engelse titel: Intervention) is een boek geschreven door de Amerikaanse schrijver Robin Cook.

## Verhaal
Een archeoloog en goede schoolvriend van forensisch patholoog Jack Stapleton heeft zojuist een belangrijke ontdekking gedaan. Hij heeft de botten van de Maagd Maria en het evangelie van Simon gevonden. Deze vondst zal de Katholieke Kerk op haar grondvesten doen schudden. Een andere schoolvriend van Jack, de aartsbisschop in New York, kan dit niet laten gebeuren, en zo komt Jack tussen beiden te staan, terwijl hij tegelijkertijd op zijn eigen vakgebied een persoonlijke kruistocht voert tegen de dodelijke alternatieve geneeswijze van een chiropractor. Tot overmaat van ramp komen hij en zijn vrouw Laurie erachter dat hun vier maanden oude baby een neuroblastoom heeft.